# Euetheola bidentata
Euetheola bidentata är en skalbaggsart som beskrevs av Hermann Burmeister 1847. Euetheola bidentata ingår i släktet Euetheola och familjen Dynastidae. Inga underarter finns listade i Catalogue of Life.